# José Luis Illanes Maestre
José Luis Illanes Maestre (Sevilla, 26 de diciembre de 1933-Pamplona, 24 de abril de 2025) fue un teólogo español, profesor ordinario emérito en la Universidad de Navarra. Fue ordenado presbítero el 14 de agosto de 1960 e incardinado en la Prelatura del Opus Dei.

## Biografía
José Luis Illanes Maestre nació el 26 de diciembre de 1933 en Sevilla. Su padre José Luis Illanes del Río, era abogado y político. Había sido teniente alcalde de Sevilla y, en las elecciones de noviembre de 1933, fue elegido diputado por la CEDA. Su madre, María Dolores Maestre Hernández de la Figuera, era hija del alcalde de Valencia, don José Maestre Laborde-Boix. El matrimonio tuvo dos hijos: José Luis y María Teresa.
Realizó los estudios de enseñanza media en el Colegio de la Inmaculada, llamado Villasís, llevado por los Jesuitas de Sevilla, obteniendo premio extraordinario en los exámenes de Reválida celebrados en la Universidad de Sevilla en julio de 1951.
Licenciado en Derecho por la Universidad de Sevilla (1956) con la calificación de sobresaliente y premio extraordinario; posteriormente obtuvo el grado de Doctor. Durante sus estudios en la Universidad de Sevilla, conoció a varios profesores que dejaron en él un vivo recuerdo: Francisco de Pelsmaeker e Iváñez, Manuel Giménez-Fernández, Ignacio María de Lojendio e Irure, Faustino Gutiérrez-Alviz Armario, Alfonso de Cossío y Corral, Ramón Carande Thovar y Francisco Elías de Tejada Spínola entre otros. Durante esos años, en la residencia de Guadaira, conoció y trató a profesores de historia como Vicente Rodríguez Casado y de filosofía como Jesús Arellano.
En 1956, se traslada a Roma, donde permanecerá hasta 1972, viviendo cerca de san Josemaría Escrivá de Balaguer. En la Pontificia Universidad Lateranense realiza sus estudios en Teología, obteniendo la licenciatura (1958), y el Doctorado (1959), con la máxima calificación —"Summa cum Laude"—, con la tesis titulada "El fundamento teológico de la cristiandad según Jacques Maritain". En el Laterano, conoce a diversos profesores: Antonio Piolanti, Ferdinando Lambruschini, con el que hace la tesis, y Roberto Masi. Y en el ambiente cultural romano, conoció filósofos como Augusto del Noce y Cornelio Fabro.
En 1960, tras recibir la ordenación sacerdotal en Madrid, regresa a Roma, para trabajar en la que sería la Oficina de Información del Opus Dei. En la capital italiana  pudo seguir muy de cerca y con gran interés el Concilio Vaticano II. Allí tuvo ocasión de conocer a numerosos peritos conciliares y otras personalidades, como Joseph Ratzinger, Yves Congar y Marie Dominique Chenu. Asistió en 1966 al Congreso sobre la Teología del Vaticano II, y en años sucesivos participó en diversas actividades teológicas y eclesiales romanas.

### Actividad docente
Profesor de Teología Fundamental y Dogmática, desde 1959, en el Colegio Romano de la Santa Cruz (Roma), y en el Studium Generale del Opus Dei en España.
Profesor Extraordinario de Teología Dogmática Especial de la Facultad de Teología de la Universidad de Navarra desde el 17 de febrero de 1970 al 21 de junio de 1978; posteriormente, y en la misma Facultad, Profesor Ordinario de Teología Fundamental (1978-1987) y (desde 1987) Profesor Ordinario de Teología Espiritual. En 1989 comenzó junto con otros profesores de la Facultad de Teología y de la Facultad de Ciencias Económicas y Empresariales, unos seminarios interfacultativos que se organizaron con cierta regularidad.
Desde el año 2004, fecha de su jubilación, es Profesor Ordinario Emérito de esa misma Facultad. Fue subdirector del Centro de Documentación y Estudios Josemaría Escrivá de Balaguer (CEJE) (octubre de 1995) y director del Istituto Storico san Josemaría Escrivá (ISJE) y de la revista Studia et Documenta (2001-2013).
Profesor Visitante de la Facultad de Teología de la Pontificia Universidad de la Santa Cruz, desde 1985.
Profesor invitado de la Facultad de Teología del Norte de España (sede de Burgos) durante los cursos 1978-79 y 1980-81.
Ha participado, con lecciones y conferencias, en los "Cursos de Actualización Teológica" y en las "Semanas de Pastoral", que organiza periódicamente la Facultad de Teología de la Universidad de Navarra, y ha dictado lecciones y conferencias en diversas universidades, centros teológicos, seminarios diocesanos, etc., como, entre otros, la Universidad de La Sabana (Bogotá); la Universidad Pontificia Bolivariana; el Centro Universitario de Estudios, Buenos Aires; los seminarios de Quito y Guayaquil; el Centros de Encuentros y Estudios Sacerdotales, de México; el Centro de Cultura Teológica y el Ateneo de Teología de Madrid; las delegaciones para la formación permanente del clero de la diócesis de León y Segovia; el Aula Sacerdotal Uxama de Soria; las Jornadas Pastorales de Islabe (Bilbao); la Biblioteca Sacerdotal Almudí de Valencia; el Centro de Encuentros Sacerdotales de Santiago de Compostela, etc.
José Luis Illanes falleció en la noche del 24 de abril de 2025, en Pamplona.

### Cargos y nombramientos
- Vicedecano de la Facultad de Teología de la Universidad de Navarra desde el 23 de junio de 1978 hasta el 24 de junio de 1980.

- Decano de la Facultad de Teología desde 1980 hasta 1992, y Vicedecano de esa misma Facultad desde 1992 hasta el curso 2002-03.[9]

- Director del Departamento de Teología Moral y Espiritual en la mencionada Facultad de Teología, desde 1986 hasta 1999.

- Desde el momento de su constitución, el 9 de enero de 2001, es Director del Instituto Histórico Josemaría Escrivá, con sede en Roma. Desde 2007 a 2013 ha sido director de Studia et Documenta, revista de dicho instituto.

- Codirector, con Alfredo García Suárez y Pedro Rodríguez, de la Sección de Teología Dogmática de la "Gran Enciclopedia Rialp" 24 tomos, Madrid 1971-1976.

- Ha sido Presidente de la Junta de Decanos de las Facultades de Teología de España y Portugal durante el año académico 1982-83 y Secretario de la misma Junta desde mayo de 1987 hasta 1993.

- Participó en la Séptima Asamblea General Ordinaria del Sínodo de los Obispos, en calidad de perito (Ayudante del Secretario Especial); el tema de esa Asamblea, que se celebró del 1 al 30.X.1987 (Roma), fue "La vocación y misión de los laicos en la Iglesia y en el mundo a los veinte años del Concilio Vaticano II".

- Miembro de la Junta Asesora Teológica al servicio de la Comisión Episcopal para la Doctrina de la Fe de la Conferencia Episcopal Española (1983-1986); y de la Comisión Teológica Asesora (1987-1994), que sustituyó al organismo anterior.

- Miembro de la Comisión Organizadora del Sínodo Pastoral de la Iglesia en Navarra (1987-1990)

- Miembro de la "Commissione Teologico-Storica" (1995-2000) constituida en Roma para la preparación del Gran Jubileo del Año 2000.

### Academias y Asociaciones a las que perteneció
José Luis Illanes ha sido miembro de:
- "Pontificia Academia Theologica Romana"
- "Societé Internationale pour l´Etude de la Philosophie Médiévale"
- "Societas Internationalis Scotistica"
- "Societá Internazionale Tommaso d´Aquino"
- "Newman Friends"
- "International Institute for the Advancement of Newman-Research"
- "Institut International Jacques Maritain"
- "Asociación para el Estudio de la Doctrina Social de la Iglesia" (AEDOS)
- "Asociación Española de Ética de la Economía y de las Organizaciones" (sección española de la "European Business Ethics Network").

## Investigación y publicaciones
Junto al estudio de las cuestiones centrales de la Teología Fundamental y de la Teología Espiritual, se ha dedicado preferentemente  a la reflexión e investigación sobre la relación Iglesia-mundo, la teología de la historia, la teología de las realidades terrenas —en especial la teología del trabajo—la vocación y misión de los laicos, así como sobre diversos aspectos de la metodología teológica.

### Libros
- "La santificación del trabajo", Ediciones Palabra, 1ª ed., (Madrid, 1966); 4ª ed. revisada, Madrid 1974; 6ª ed. ampliada, Madrid 1980; traducido al francés (París 1957 y 1985), inglés (Dublín 1967 y 1982), italiano (Milán 1966) y portugués (Lisboa 1967 y 1982).[12]
- "La santificación del trabajo", Ediciones Palabra, 10.ª ed. revisada y actualizada, Madrid 2001; traducido al italiano (Milán 2003), al inglés (Dublín-Nueva York 2003) y al alemán (Viena 2013).[13]
- "Hablar de Dios", Ediciones Rialp, 1ª ed., Madrid 1969; 2ª ed., Madrid 1970.
- "Cristianismo, Historia, Mundo", Eunsa, Colección Teológica, Pamplona 1973.
- "Progresismo y Liberación" (en colaboración con Pedro Rodríguez), Eunsa, Pamplona 1975.
- "Sobre el saber teológico", Ediciones Rialp, Colección Naturaleza e Historia, Madrid 1978.
- "Hans Küng, «Ser Cristiano»: análisis crítico", Ediciones Magisterio Español, Colección Crítica Filosófica, Madrid 1983.
- "Mundo y santidad", Ediciones Rialp, Colección Patmos, Madrid 1984; traducido al italiano (Milán 1991).
- "El itinerario jurídico del Opus Dei.  Historia y defensa de un carisma" (en colaboración con A. de Fuenmayor y V. Gómez Iglesias), Eunsa, 1ª ed., Pamplona 1989, 4ª ed., Pamplona 1990; traducido al alemán (Essen 1994), francés (París 1992), inglés (Princeton y Chicago 1994) e italiano (Milán 1991).[14][15]
- "Teología y Facultades de Teología", Eunsa, Pamplona 1991.
- "El Opus Dei en la Iglesia. Introducción eclesiológica a la vida y apostolado del Opus Dei" (en colaboración con F. Ocariz y P. Rodríguez), Ediciones Rialp, 1ª ed.  Madrid 1993, 5ª ed. Madrid 2001, 6ª ed. revisada, Madrid 2014; traducido al alemán (Paderborn 1997), francés (Beauchevain, Bélgica, 1996), inglés (Dublín y Princeton 1994), italiano, y portugués (Lisboa 1994).
- "Historia de la Teología" (en colaboración con Josep-Ignasi Saranyana), BAC, 1ª ed. Madrid 1995; 3ª ed. revisada, Madrid 2002; reimpresión, 2012;  traducido al polaco (Cracovia 1997).
- "Iglesia en la historia. Estudios sobre el pensamiento de Juan Pablo II", Edicep, Valencia 1997.
- "Historia y sentido. Estudios de Teología de la historia", Ediciones Rialp, Madrid 1997.[16]
- "Ante Dios y en el mundo. Apuntes para una teología del trabajo", Eunsa, Pamplona 1997.
- "Espiritualidad y sacerdocio", Ediciones Rialp, Madrid 1999. Publicado antes como Espiritualidad sacerdotal, Universidad de La Sabana, Bogotá 1994; así como en el volumen en colaboración con M. Belda, Teología espiritual y sacerdocio, Ed. Encuentros sacerdotales, México 1995
- "Desafíos teológicos de la nueva evangelización. En el horizonte del tercer milenio", Ed. Palabra, Madrid 1999.
- "Laicado y sacerdocio", Eunsa, Pamplona 2001.
- "Existencia cristiana y mundo. Jalones para una reflexión teológica sobre el Opus Dei", Eunsa, Pamplona 2003.
- "Tratado de Teología Espiritual", Eunsa, Pamplona 2007 (2ª ed. revisada, Pamplona 2007; 3ª ed. revisada, Pamplona 2011).
- "Cristo speranza del mondo. Riflessioni sull’enciclica «Spe salvi»", Ares, Milán 2010 (trad. castellana revisada y ampliada: "Cristo, esperanza del mundo. Reflexiones sobre la encíclica «Spe salvi»", Madrid 2011).
- "Conversaciones con Monseñor Escrivá de Balaguer. Edición crítico-histórica", preparada en colaboración con Alfredo Méndiz, Rialp, Madrid 2012.

### Dirección de Obras colectivas
- "Ética y teología ante la crisis contemporánea". Actas del I Simposio Internacional de Teología de la Universidad de Navarra, Pamplona 1980.
- "El cristiano en el mundo. En el centenario del nacimiento del Beato Josemaría Escrivá (1902-2002)". Actas del XXIII Simposio Internacional de Teología de la Universidad de Navarra, Pamplona 2003.
- "Diccionario de San Josemaría Escrivá de Balaguer", Editorial Monte Carmelo – Instituto Histórico San Josemaría Escrivá de Balguer, Burgos 2013.

## Publicaciones sobre José Luis Illanes
- Bosch, Juan, "Voz: «Illanes, José Luis»", en Diccionario de teólogos/as contemporáneos, Burgos, Monte Carmelo, 2004, pp. 529-534.
- Illanes Maestre, José Luis, "En la Sevilla de los años cincuenta", en Fernández Rodríguez, Fernando (ed.), "El espíritu de La Rábida: El legado cultural de Vicente Rodríguez Casado", Madrid, Unión Editorial, 1995, pp. 235-244.
- Illanes Maestre, José Luis, "Una teología en el horizonte de la historia, el mundo y la espiritualidad", en Bosch Navarro, Juan (ed.), "Panorama de la teología española", Estella, Verbo Divino, 1999, pp. 399-413.
- Izquierdo Urbina, César, "Encomio al professor José Luis Illanes", PATH: Pontificia Academia Theologica, vol. XII, núm. 2 (2013), pp. 445-453.
- Martínez Sánchez, Santiago, "Conversación con José Luis Illanes", Anuario de Historia de la Iglesia, vol. XXII, núm. 22 (2013), pp. 359-402 Archivado el 14 de mayo de 2019 en Wayback Machine.
- Peláez, Manuel J, "Voz: «Illanes Maestre, José Luis»", en "Diccionario biográfico español", vol. XXVII, Madrid, Real Academia de la Historia, 2011, pp. 191-193.
- Peláez, Manuel J, "José Luis Illanes Maestre, jurista, canonista y teólogo", [Documento en línea, Kritische Zeitschrift für überkonfessionelles Kirchenrecht = Revista crítica de Derecho Canónico Pluriconfesional = Rivista critica di diritto canonico molticonfessionale, núm. 2 (2015)]
- Pikaza Ibarrondo, Xabier, "Voz: «Illanes, José Luis (n. 1933)»", en "Diccionario de pensadores cristianos", Estella (Navarra), Verbo Divino, 2010, p. 447.
- Quesada Béjar, Luis Ramón, "La Teología espiritual del trabajo alrededor del Concilio Vaticano II", Cuadernos doctorales de la facultad de Teología: excerpta e dissertationibus in sacra Theologia, 65 (2016), pp. 149-217.
- Trigo Oubiña, Tomás (ed.), "Dar razón de la esperanza: Homenaje al Prof. Dr. José Luis Illanes", Pamplona, Universidad de Navarra. Servicio de Publicaciones, 2004, 1ª, 1399 pp. Contiene como artículos más biográficos sobre el profesor Illanes: Pujol Balcells, Jaume, "Perfil del profesor José Luis Illanes", pp. 15-32; Trigo Oubiña, Tomás, "La obra escrita del profesor José Luis Illanes", pp. 33-56.[17]
- Andrés-Gallego, José y Barba Prieto, Donato (ed.), Ideas, vol. XXVII. Sobre José Luis Illanes: persona y obra, Madrid, Ideas y Libros Ediciones, 2023, 1ª,  282 pp.[18]